# Norðfjarðargöng
De Norðfjarðargöng is een 7,5 kilometer lange tunnel in IJsland.
Van Eskifjörður loopt de weg met wegnummer 92 door deze tunnel naar Neskaupstaður. Vroeger moest men via IJslands hoogst gelegen tunnel Oddsskarðgöng naar en van Neskaupstaður rijden. Doordat deze tunnel 's winters wegens zware sneeuwval regelmatig afgesloten was, heeft men besloten om lager gelegen een nieuwe tunnel aan te leggen.
De weg in de tunnel is geheel tweebaans aangelegd is daarmee de langste tunnel van IJsland met twee wegstroken.